# Žeje, Naklo
Žeje este o localitate din comuna Naklo, Slovenia, cu o populație de 84 de locuitori.